# Fraseologia (aviazione)

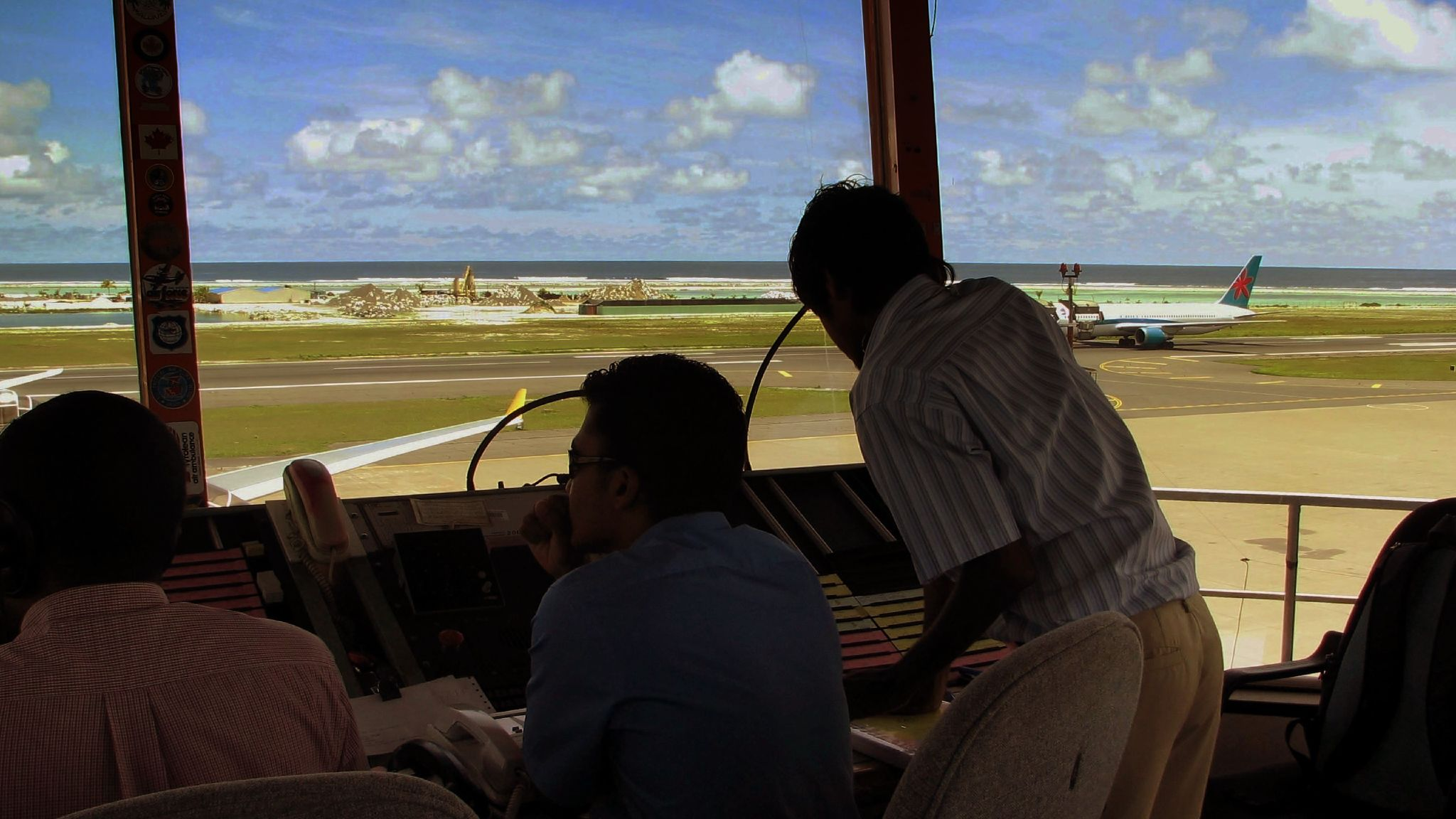
Controllori del traffico aereo mentre comunicano via radio con gli aeromobili.

La fraseologia in aviazione, è la raccolta delle parole e delle frasi utilizzate nelle trasmissioni radiotelefoniche aeronautiche. Il corretto impiego della fraseologia non solo richiede l'uso di termini e locuzioni standard nelle comunicazioni ma anche di procedure per massimizzare la comprensione dei messaggi trasmessi.

## Scopo

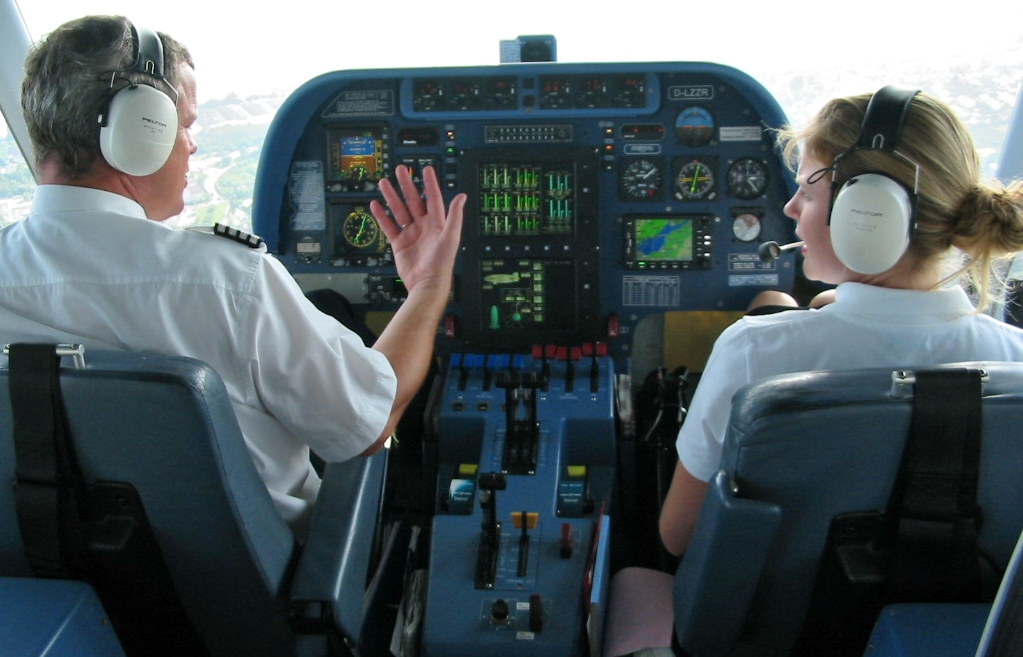
Piloti in volo in contatto radio con enti dei servizi del traffico aereo.

Se la radiotelefonia consente ai piloti, ai controllori del traffico aereo e agli addetti alle operazioni di volo di comunicare tra loro scambiando informazioni operative essenziali per la sicura ed efficace condotta dei voli nonché per l'erogazione dei servizi di navigazione aerea, l'utilizzo di fraseologia e tecniche di comunicazione non standard possono causare pericolosi fraintendimenti. Esiste un'ampia e documentata casistica di incidenti ed eventi di pericolo avvenuti a causa di messaggi male interpretati. Seppure la lingua inglese sia universalmente utilizzata nel mondo aeronautico, l'interazione di operatori appartenenti a differenti nazioni, con differenti accenti e inflessioni linguistiche, può rendere le comunicazioni potenzialmente difficili, in particolar modo quando esse sono condotte con fraseologia non standard dando luogo a equivoci o ambiguità. Al contrario una fraseologia standard utilizzata in tutto il mondo è un requisito essenziale di sicurezza e perciò oggetto di continuo insegnamento al personale aeronautico.

## Fraseologia ICAO
L'ICAO ha definito una fraseologia standard che (cosiddetta “fraseologia ICAO”) è diffusa mondialmente e contenuta principalmente nelle seguenti pubblicazioni:
- Annesso 10 Volume II, Communication Procedures including those with PANS status, che fissa alcuni criteri generali ed elenca alcune espressioni fraseologiche generali;[5]
- Doc. 4444 ATM/501, Air Traffic Management, che elenca i messaggi finalizzati all'erogazione dei servizi del traffico aereo;[6]
- Doc. 9432, Manual of Radiotelephony, che riassume le norme contenute nelle altre due pubblicazioni fornendo inoltre esempi pratici riferiti a situazioni realistiche;[3]
- Circular 211 AN/128, Aerodrome Flight Information Service (AFIS), che contiene la fraseologia specifica del Servizio informazioni volo d'aerodromo che non è trattata dall'ICAO nei precedenti documenti;[7]
- Doc. 7030, Regional Supplementary Procedures, che raccoglie le procedure specifiche in vigore in ciascuna delle otto regioni di navigazione aerea dell'ICAO e la fraseologia mirata all'applicazione di tali procedure.[8]

### Criteri generali

#### Tecnica di trasmissione
Nella trasmissione dei messaggi si devono utilizzare tutte quelle tecniche mirate a garantirne la perfetta comprensione. In particolare:
- prima di trasmettere, ci si deve sincerare che sulla frequenza radio utilizzata non vi siano interferenze o altre comunicazioni in corso;
- acquisire familiarità con l'uso dell'apparato prima di utilizzarlo;
- usare un normale tono di voce e parlare in modo chiaro, comprensibile, a volume costante, mantenendo un rateo di conversazione non superiore alle cento parole al minuto o considerevolmente inferiore se il ricevente debba trascrivere il messaggio;
- effettuare brevi pause prima e dopo la trasmissione di numeri;
- evitare l'uso di intercalare;
- evitare di variare la distanza del microfono dalla bocca e sospendere la trasmissione se per qualsiasi motivo si debba ruotare la testa;
- premere il tasto di trasmissione alcuni istanti prima di iniziare il messaggio e rilasciarlo alcuni istanti dopo aver terminato di parlare;
- spezzare messaggi complessi in più messaggi brevi per dare modo al ricevente di confermarne la corretta ricezione.

Inoltre, per evitare l'inavvertito e protratto ingaggio della frequenza che ne rende impossibile l'utilizzo da parte di altri utenti con esiti potenzialmente pericolosi, è necessario verificare di aver rilasciato il pulsante di trasmissione prima di riporre il microfono nella corretta posizione o apposito supporto.

#### Alfabeto ICAO e trasmissione di numeri
Per facilitare la comprensione di alcuni messaggi potrebbe essere necessario scandire le lettere una ad una e in tal caso si useranno per la compitazione (spelling) alcune parole standard, le cui iniziali rappresentano ciascuna una lettera dell'alfabeto. Tuttavia alcune abbreviazioni o acronimi, che a seguito della loro diffusione sono divenuti di uso comune, possono essere pronunciati come parole singole; ad esempio QNH, ILS, VOR.
Le parole standard da usare nella compitazione sono elencate nella seguente tabella con relativa pronuncia che deve enfatizzare le sillabe in maiuscolo:
| Lettera | Parola   | Pronuncia                         |
| ------- | -------- | --------------------------------- |
| A       | Alpha    | AL fah                            |
| B       | Bravo    | BRAH voh                          |
| C       | Charlie  | CHAR lee (oppure SHAR lee)        |
| D       | Delta    | DELL tah                          |
| E       | Echo     | ECK oh                            |
| F       | Foxtrot  | FOKS trot                         |
| G       | Golf     | GOLF                              |
| H       | Hotel    | ho TELL                           |
| I       | India    | IN dee ah                         |
| J       | Juliett  | JEW lee ETT                       |
| K       | Kilo     | KEY loh                           |
| L       | Lima     | LEE mah                           |
| M       | Mike     | MIKE                              |
| N       | November | no VEM ber                        |
| O       | Oscar    | OSS cah                           |
| P       | Papa     | pah PAH                           |
| Q       | Quebec   | keh BECK                          |
| R       | Romeo    | ROW me oh                         |
| S       | Sierra   | see AIR rah                       |
| T       | Tango    | TANG go                           |
| U       | Uniform  | YOU nee form (oppure OO nee form) |
| V       | Victor   | VIK tah                           |
| W       | Whiskey  | WISS key                          |
| X       | X ray    | ECKS ray                          |
| Y       | Yankee   | YANG key                          |
| Z       | Zulu     | ZOO loo                           |

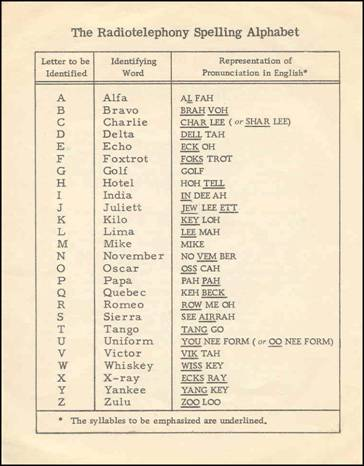
Alfabeto fonetico ICAO

L'alfabeto nella tabella precedente è utilizzato anche nelle comunicazioni marittime come prescritto dall'Unione internazionale delle telecomunicazioni.
Ciascuna cifra costituente un numero, deve essere pronunciata singolarmente. Fanno eccezione i numeri indicanti le quote, la visibilità e l'altezza delle nubi per la cui comunicazione si possono usare i multipli di cento e di mille. La pronuncia di alcuni numeri è diversa da quanto previsto dalla lingua inglese, ciò al fine di evitare fraintendimenti con parole omofone. La trasmissione dei numeri deve avvenire utilizzando la seguente pronuncia, tenendo conto che le sillabe in maiuscolo devono essere enfatizzate:
| Numero      | Pronuncia   |
| ----------- | ----------- |
| 1           | WUN         |
| 2           | TOO         |
| 3           | TREE        |
| 4           | FOW er      |
| 5           | FIFE        |
| 6           | SIX         |
| 7           | SEV en      |
| 8           | AIT         |
| 9           | NIN er      |
| 0           | ZE RO       |
| , (virgola) | DAY SEE MAL |
| 100         | HUN dred    |
| 1000        | TOU SAND    |

Ad esempio:
- la quota 2500 ft si pronuncerà «TOO TOU SAND, FIFE HUN dred feet»;
- il codice transponder 1500 si pronuncerà «WUN, FIFE, ZE RO, ZE RO»;
- la frequenza radio 121,5 si pronuncerà «WUN, TOO, WUN, DECIMAL, FIFE»

#### Trasmissione di orari
Quando si debba comunicare un orario si pronuncerà solamente il numero costituente il gruppo dei minuti, qualora l'ora cui ci si riferisce sia implicita e non vi sia possibilità di confusione. Ogni cifra deve essere pronunciata singolarmente. Tutti gli orari saranno approssimati per eccesso o per difetto al minuto più vicino, anche qualora si debba comunicare l'ora esatta (time check).
Ad esempio:
- l'orario 12:20:22 si pronuncerà «TOO, ZE RO» oppure, nel caso di ambiguità circa il gruppo delle ore, «WUN, TOO, TOO, ZE RO»;
- l'orario 12:21:45 si pronuncerà «TOO, WUN» oppure, nel caso di ambiguità circa il gruppo delle ore, «WUN, TOO, TOO, WUN».

#### Parole standard
Per comunicare con immediatezza concetti semplici si ricorre all'utilizzo di alcune parole standard ad esempio:
| Parola           | Significato |
| ---------------- | --- |
| Acknowledge      | Date conferma di compreso questo messaggio. |
| Affirm           | Sì. |
| All stations     | Introduce un messaggio destinato a tutti coloro sono in ascolto. |
| Approved         | La richiesta formulata è accettata. |
| Break            | Sottolinea la separazione tra due parti dello stesso messaggio. |
| Break break      | Sottolinea la separazione tra due messaggi trasmessi a differenti aeromobili in una situazione di traffico concitata.                                                  |
| Cancel           | La precedente autorizzazione è cancellata. |
| Check            | Controllare un apparato o una procedura. |
| Cleared          | Autorizzato a procedere sottostando a specifiche condizioni. |
| Confirm          | Richiede la verifica di un'informazione, autorizzazione, azione o istruzione.                                                                                          |
| Contact          | Istruisce a stabilire il contatto radio con un'altra stazione aeronautica.                                                                                             |
| Correct          | Esatto. |
| Correction       | Indica che una parte della comunicazione precedente era inesatta ed è immediatamente seguito dalla versione corretta del messaggio.                                    |
| Disregard        | Ignorate il precedente messaggio. |
| How do you read? | Come ricevete questa comunicazione? |
| I say again      | Contraddistingue la ripetizione di una parte di messaggio per enfatizzarne una parte importante.                                                                       |
| Maintain         | Continuate le operazioni in accordo alle condizioni specificate. |
| Mayday           | Ripetuta tre volte per dichiarare una situazione di emergenza. |
| Monitor          | Rimanete in ascolto. |
| Negative         | No, oppure non corretto, impossibilitato, richiesta non accordata. |
| Out              | Contraddistingue il termine di una comunicazione e non richiede risposta.                                                                                              |
| Over             | Contraddistingue il termine di un messaggio e richiede risposta. Raramente utilizzato.                                                                                 |
| Pan Pan          | Ripetuto tre volte per dichiarare una situazione di urgenza. |
| Radio check      | Richiede il controllo della qualità di ricezione. |
| Read back        | Ripetete tutto o una parte di questo messaggio esattamente come ricevuto, a conferma dell'esatta comprensione.                                                         |
| Recleared        | Indica un cambiamento di tutta o parte della precedente autorizzazione emessa ed è immediatamente seguito dalla versione emendata del messaggio.                       |
| Report           | Utilizzato per richiedere la comunicazione di specificate informazioni.                                                                                                |
| Request          | Usato per ottenere un'informazione o l'applicazione di una procedura.                                                                                                  |
| Roger            | Indica che il messaggio ultimo trasmesso è stato ricevuto. Non può essere usato quando è invece stato richiesto il Read back oppure al posto di "affirm" o "negative". |
| Say Again        | Richiede la ripetizione di tutto o di alcune parti dell'ultimo messaggio ricevuto.                                                                                     |
| Speak slower     | Parlate più lentamente. |
| Standby          | Rimanete in ascolto e sarete richiamati. Non costituisce implicita approvazione o diniego a una richiesta formulata.                                                   |
| Unable           | Indica l'impossibilità a ottemperare a una richiesta, istruzione o autorizzazione.                                                                                     |
| Wilco            | Ricevuto ed eseguirò quanto richiesto. Contrazione di Will comply. |
| Words twice      | A causa della difficile comunicazione trasmettete (o trasmetteremo) ogni parola due volte.                                                                             |

Il termine Go ahead, precedentemente utilizzato per indicare che il contatto radio era stato stabilito e per invitare il ricevente a continuare con la trasmissione del messaggio, è stato rimosso dalla fraseologia poiché poteva essere confuso con l'istruzione a proseguire lungo una rotta o a continuare il rullaggio. Per indicare che il contatto radio è stato stabilito, occorre invece rispondere alla comunicazione con il nominativo radio della stazione o dell'aeromobile.

### Nominativi di chiamata

#### Nominativi di chiamata degli aeromobili
Ciascun volo viene identificato con un nominativo radiotelefonico così costituito:
- i caratteri alfanumerici costituenti la marca di registrazione dell'aeromobile: ad esempio il nominativo fraseologico di un velivolo registrato come I-ABCD sarà «IN dee ah, AL fah, BRAH voh, CHAR lee, DELL tah». Se ritenuto necessario questo nominativo può essere preceduto dal codice del modello dell'aeromobile[11] o dell'industria costruttrice dell'aeromobile. Ad esempio C 172 I-ABCD oppure Cessna I-ABCD. Una volta stabilito il continuo contatto bilaterale tra aeromobile e stazione aeronautica, il nominativo può essere abbreviato trasmettendo solo il primo e gli ultimi due o tre caratteri della marca di registrazione dell'aeromobile, oppure il modello dell'aeromobile o industria costruttrice seguito dagli ultimi due o tre caratteri della marca di registrazione dell'aeromobile. Ad esempio I-CD («IN dee ah, CHAR lee, DELL tah»), oppure I-BCD («IN dee ah, BRAH voh, CHAR lee, DELL tah») oppure Cessna CD («Cessna, CHAR lee, DELL tah») oppure Cessna BCD («Cessna, BRAH voh, CHAR lee, DELL tah») oppure C172 CD («CHAR lee WUN, SEV en, TOO, CHAR lee, DELL tah») oppure C172 BCD («CHAR lee, WUN, SEV en, TOO, BRAH voh, CHAR lee, DELL tah»).
- il nominativo telefonico della compagnia aerea[12] cui il volo appartiene seguito dal numero del volo: ad esempio il nominativo fraseologico del volo AZA 1234 sarà «ALITALIA, WUN, TOO, TREE, FOW er»;
- il nominativo telefonico della compagnia aerea[12] cui il volo appartiene seguito dagli ultimi quattro caratteri della marca di registrazione dell'aeromobile: ad esempio il nominativo radio di un velivolo dell'Alitalia marcato I-ABCD sarà «ALITALIA, AL fah, BRAH voh, CHAR lee, DELL tah». Una volta stabilito il continuo collegamento bilaterale tra l'aeromobile e la stazione aeronautica il nominativo può essere abbreviato trasmettendo solo il nominativo telefonico della compagnia aerea seguito dagli ultimi due o tre caratteri della marca di registrazione.

#### Nominativi di chiamata delle stazioni aeronautiche

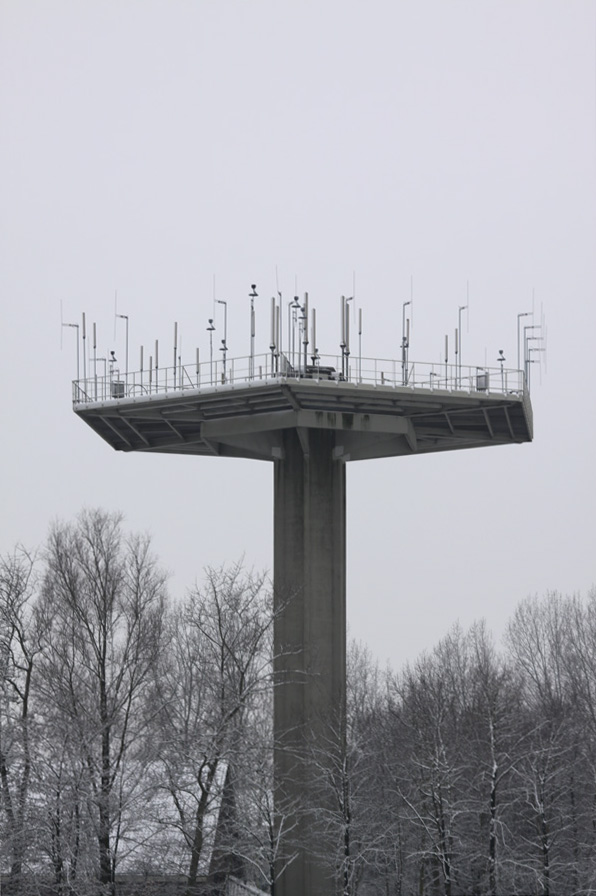
L'antenna degli apparati VHF di comunicazione presso l'Aeroporto di Schiphol.

Le stazioni aeronautiche sono identificate dal nome della località dalla quale trasmettono seguito dall'indicazione della tipologia di stazione o di servizio fornito. Il nominativo della località può essere omesso quando sia stato stabilito un collegamento continuo tra la stazione e gli aeromobili interessati.
I suffissi da utilizzare sono:
| Stazione aeronautica                                | nominativo radio      |
| --------------------------------------------------- | --------------------- |
| Centro di controllo d'area                          | Control               |
| Radar (genericamente)                               | Radar                 |
| Centro di controllo di avvicinamento                | Approach              |
| Centro di controllo di avvicinamento arrivi         | Arrival               |
| Centro di controllo di avvicinamento radar partenze | Departure             |
| Torre di controllo di aerodromo                     | Tower                 |
| Controllo movimenti al suolo                        | Ground                |
| Trasmissione di autorizzazioni                      | Delivery              |
| Radar d'avvicinamento di precisione                 | Precision             |
| Stazione radiogoniometrica                          | Homer                 |
| Centro informazioni volo                            | Information           |
| Gestione dei parcheggi                              | Apron                 |
| Messaggi di compagnia                               | Dispatch              |
| Stazione aeronautica (generica)                     | Radio                 |
| Servizio Informazioni Volo Aeroportuale             | Aerodrome information |

### Procedure di comunicazione

#### Contatto iniziale
Per stabilire il contatto radio iniziale tra aeromobili o tra aeromobile e stazione radio, la stazione emittente deve inviare un primo messaggio contenente il proprio nominativo seguito da quello del destinatario (es. I-ABCD, Milano Radar). Qualora si debba trasmettere un messaggio destinato a tutti coloro i quali siano in ascolto su una determinata frequenza radio, si dovrà emettere il messaggio contenente la locuzione «All stations», seguito dal nominativo radio dell'emittente. Quando si riceva una comunicazione radio ma si sia incerti circa il nominativo dell'emittente, si trasmetterà il seguente messaggio: «Station calling nominativo della stazione emittente, say again your call sign».

#### Trasferimento delle comunicazioni
Un aeromobile deve essere istruito da una stazione aeronautica a contattare una diversa stazione aeronautica e la relativa frequenza qualora le procedure fissate lo prescrivano. In tale caso la fraseologia da utilizzarsi sarà: «Nominativo stazione trasferente, nominativo aeromobile, Contact stazione accettante, frequenza». Ad esempio «I-ABCD, X Tower, contact y Approach, 123,45». In mancanza di tale istruzione, il pilota deve avvisare la stazione con la quale è in contatto, quando decida di contattare una diversa stazione aeronautica.

#### Ripetizione di informazioni
Alcune istruzioni, autorizzazioni o informazioni particolarmente cruciali per la sicurezza, devono essere ripetute dal pilota di un aeromobile per confermarne la completa ed esatta comprensione immediatamente dopo averli ricevuti da una stazione aeronautica. La ripetizione di questi messaggi è obbligatoria quando essi riguardano:
- autorizzazioni di rotta;
- qualsiasi autorizzazione che implichi l'utilizzo della pista;
- pista in uso, regolaggio altimetrico, codice del transponder, istruzioni di quota, di prua, di velocità e livello di transizione.

La procedura di ripetizione assume il nome di read-back e può essere richiesta anche quando vi sia possibilità di fraintendimento del messaggio. Il messaggio di ripetizione deve sempre concludersi con il nominativo dell'aeromobile trasmittente.

#### Qualità della ricezione
Quando una stazione voglia conoscere la qualità di ricezione dei messaggi trasmessi, richiederà a un'altra stazione di comunicarne il livello di intelligibilità mediante la richiesta «Radio Check». La stazione risponderà indicando il livello di intelligibilità secondo la seguente scala:
| Livello | Grado di intelligibilità     |
| ------- | ---------------------------- |
| 1       | Incomprensibile              |
| 2       | Comprensibile a tratti       |
| 3       | Comprensibile con difficoltà |
| 4       | Comprensibile                |
| 5       | Perfettamente comprensibile  |

Ad esempio:
- richiesta; «I-ABCD, X Tower, Radio check»
- risposta; «X Tower, I-ABCD, Reading you 5».

### Fraseologia specifica
In considerazione dei diversi ambiti in cui si utilizzano particolari messaggi piuttosto che altri, l'ICAO ha raggruppato le varie casistiche di comunicazioni radio aeronautiche e la relativa fraseologia da utilizzare, all'interno delle seguenti categorie:
- servizio di controllo di aerodromo: aeromobili;
- servizio di controllo di aerodromo: veicolo;
- servizio di controllo di sorveglianza radar;
- servizio di controllo di avvicinamento;
- servizio di controllo d'area;
- procedure di emergenza, urgenza e avaria radio;
- informazioni meteorologiche e di aerodromo;
- miscellanea sulla gestione dei voli.

#### Servizio di controllo di aerodromo: aeromobili
La fraseologia identificata specificamente per le operazioni degli aeromobili sull'aeroporto e nelle sue vicinanze consente la gestione delle procedure per la messa in moto, l'erogazione delle informazioni necessarie per la partenza e sulle condizioni dell'aeroporto, le procedure di push back, le istruzioni per il rullaggio, le istruzioni indirizzate agli aeromobili nel circuito di traffico aeroportuale, nelle fasi finali e in atterraggio, le istruzioni per eventuali riattaccate o mancati avvicinamenti e le istruzioni per il rientro al parcheggio.

#### Servizio di controllo di aerodromo: veicoli

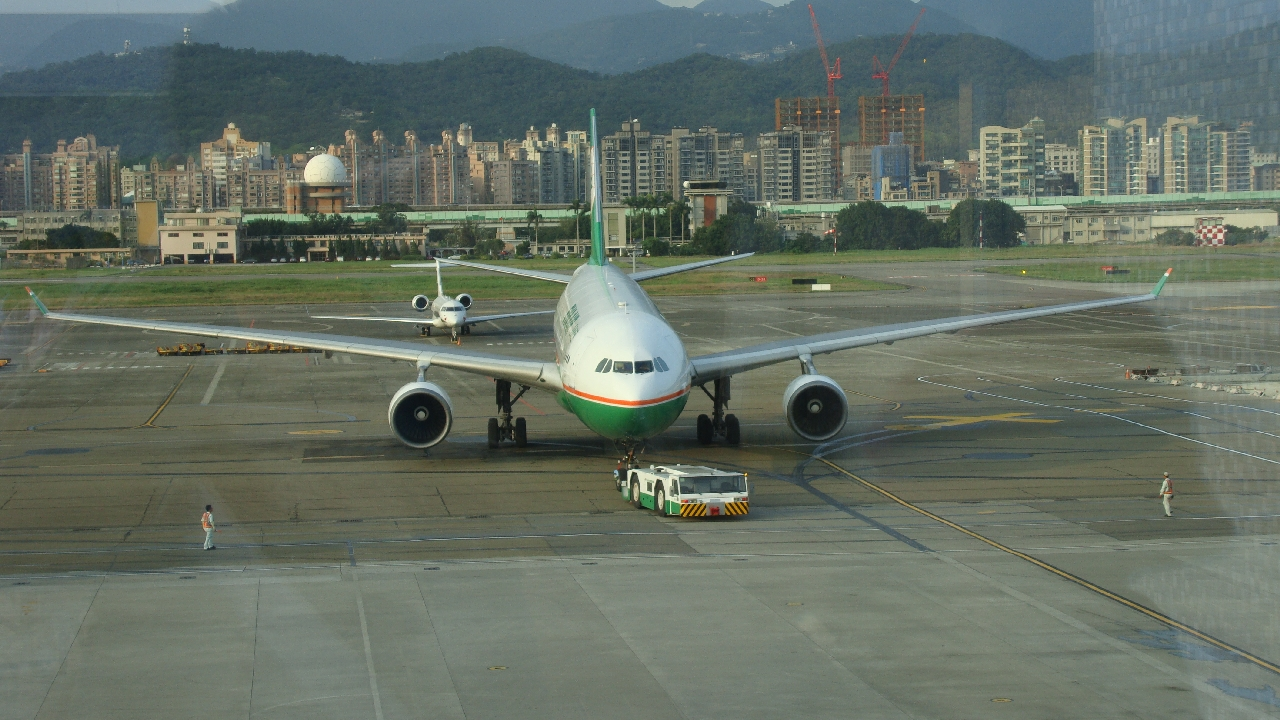
Il traino di aeromobili sull'area di movimento prevede l'utilizzo di specifica fraseologia.

La rapida e ordinata circolazione dei veicoli sull'area di manovra e nei parcheggi gioca un ruolo importante per l'efficiente gestione delle operazioni aeroportuali. Tuttavia, affinché tale circolazione non infici la sicurezza del traffico aereo, si rende necessario essa sia gestita con accortezza e mediante l'utilizzo, anche in questo caso, di fraseologia standard, spesso analoga a quella fissata per le comunicazioni rivolte agli aeromobili.. Le comunicazioni standard riguardano principalmente le istruzioni per il movimento dei veicoli, il loro attraversamento delle piste e il traino di aeromobili.

#### Servizio di sorveglianza radar
L'applicazione delle procedure dei servizi del traffico aereo espletati con l'ausilio dei sistemi radar di sorveglianza richiede l'utilizzo di fraseologia specifica per l'applicazione dell'identificazione radar, del vettoramento radar, emissione di informazioni di traffico agli aeromobili ottenute con l'impiego dei sistemi radar e di gestione di eventi particolari quali emergenze in volo, avarie radio e atti illegali a bordo, segnalati dal pilota mediante la selezione di particolari codici transponder. In particolare, l'impiego del radar secondario di sorveglianza richiede l'utilizzo di un particolare vocabolario basato principalmente sulle seguenti parole e frasi:
| Fraseologia                          | Significato                                                                           |
| ------------------------------------ | ------------------------------------------------------------------------------------- |
| Squawk (codice)                      | Inserite sul transponder il seguente codice                                           |
| Confirm squawk                       | Confermate il modo e il codice inseriti sul transponder                               |
| Reset (modo) (codice)                | Reinserite il modo o il codice sul transponder                                        |
| Squawk ident                         | Inviate il segnale ident del transponder                                              |
| Squawk mayday                        | Inserite sul transponder il codice di emergenza                                       |
| Squawk stand by                      | Posizionate il transponder in modalità stand by                                       |
| Squawk charlie                       | Attivate sul transponder la trasmissione della quota                                  |
| Stop squawk charlie wrong indication | Disattivate sul transponder la trasmissione della quota a causa di errate indicazioni |
| Reset mode sierra identification     | Disattivate sul transponder la trasmissione del modo S                                |

#### Servizio di controllo di avvicinamento
La fraseologia utilizzata usualmente nello spazio aereo di competenza di un centro di controllo di avvicinamento permette la gestione delle partenze e degli arrivi VFR e IFR, dei traffici nei circuiti di attesa, dei velivoli in procedura di avvicinamento strumentale e di quelli vettorati in arrivo e in partenza con l'ausilio del radar oppure condotti al suolo mediante l'ausilio del servizio ground controlled approach (GCA).

#### Servizio di controllo d'area
La fraseologia utilizzata più di frequente nell'ambito della fornitura del servizio di controllo d'area riguarda le comunicazioni radio effettuate su specifici punti di riporto lungo rotte ATS, le autorizzazioni a percorrere, a intersecare e a lasciare specifiche rotte o aerovie, le comunicazioni delle quote, le istruzioni alle salite e alle discese in rotta.

#### Procedure di pericolo, urgenza e avaria radio
Le procedure da attivare per la gestione di situazioni di pericolo o di urgenza consigliano particolare cautela nell'utilizzo della frequenza radio sulla quale si svolgono le comunicazioni e suggeriscono il silenzio radio agli aeromobili e stazioni aeronautiche non direttamente coinvolte. Se un pilota intercetta un messaggio di pericolo o di urgenza al quale apparentemente non abbia risposto ancora nessuno, si dovrà fare parte attiva nel dare il ricevuto all'aeromobile in difficoltà e a rilanciare la comunicazione come necessario. Ogni comunicazione inutile rivolta al pilota di un aereo in difficoltà potrebbe risultare pericolosa poiché potrebbe distrarlo dalla condotta del volo in situazioni critiche. Messaggi di pericolo o di urgenza sono normalmente emessi sulla stessa frequenza radio in uso al momento dell'evento e devono continuare su di essa a meno che non si ritenga che una migliore assistenza sia possibile istruendo l'aeromobile a un cambio di frequenza. La frequenza 121.5 MHz è internazionalmente dedicata alle emergenze, tuttavia è opportuno considerare nell'effettuare comunicazioni di pericolo o urgenza che non tutte le stazioni aeronautiche mantengono un continuo ascolto su tale frequenza. Nel dichiarare una situazione di pericolo il pilota inizierà la comunicazione con la parola Mayday ripetuta tre volte oppure, in caso di urgenza, le parole Pan Pan ripetute anch'esse tre volte. Non appena una situazione di pericolo o di urgenza venga a cessare, ne deve essere immediatamente data comunicazione a tutti gli enti precedentemente allertati.
Un messaggio di pericolo o di urgenza deve contenere le seguenti informazioni:
1. nominativo radio della stazione aeronautica destinataria della comunicazione;
2. nominativo radio dell'aeromobile;
3. natura della situazione di urgenza o di pericolo;
4. intenzioni del pilota in comando;
5. posizione, quota e prua dell'aeromobile;
6. ogni altra informazione utile.

Nel caso in cui un pilota si accorga di avere un'avaria radio, deve comunque presumere di essere ancora di grado di trasmettere ma non di ricevere e dovrà pertanto effettuare tutte le comunicazioni secondo le procedure previste premettendo a ogni messaggio trasmesso la frase «TRANSMITTING BLIND».

#### Informazioni meteorologiche e di aerodromo
I messaggi trasmessi agli aeromobili inerenti alla situazione meteorologiche o alle condizioni dell'aerodromo devono essere trasmessi secondo degli standard stringenti, affinché nessuna informazione possa essere mal compresa o equivocata. In particolare qualora la frenata di aeromobili in atterraggio possa essere ridotta a causa di precipitazioni o per altre cause, tale informazione deve essere comunicata utilizzando la seguente fraseologia: «BRAKING ACTION REPORTED BY (tipo velivolo) AT (orario) (coefficiente di frenata)». In sostituzione del coefficiente di frenata è possibile riportare la qualità dell'azione frenante rilevata, mediante la comunicazione di uno dei seguenti aggettivi: GOOD, MEDIUM, POOR, UNRELIABLE» o condizioni intermedie MEDIUM TO GOOD, MEDIUM TO POOR.
Qualora sulla pista vi sia ristagno di acqua tale informazione deve essere comunicata agli aeromobili interessati descrivendo la situazione mediante uno dei seguenti termini: DAMP, WET, WATER PATCHES, oppure FLOODED.

#### Miscellanea sulla gestione dei voli
Altre situazioni richiedono utilizzo di apposita fraseologia come ad esempio lo scarico di carburante in volo per situazioni di emergenza, l'impiego di sistemi radio con chiamata selettiva (SELCAL), turbolenza in volo, wind shear, assistenza con l'ausilio del radiogoniometro e manovre eseguite a seguito di avvisi dei sistemi Airborne Collision Avoidance System.

## Fraseologia regionale ICAO
Alcune procedure vengono applicate solamente all'interno di alcune regioni di navigazione aerea dell'ICAO ma non in altre; in questi casi è richiesta l'integrazione della fraseologia con frasi o termini specifici.
Tale fraseologia viene concordata dai singoli stati facenti parte delle rispettive regioni di navigazione aerea dell'ICAO e ufficializzate all'interno del documento ICAO Doc. 7030. Le differenze comunicate sono:
- nella regione MID/ASIA (Medio Oriente e Asia) e nella regione SAM (Sud America) è stata definita un'apposita fraseologia per l'applicazione delle procedure RVSM;
- nella regione EUR (Europa) è stata definita un'apposita fraseologia per le procedure RVSM e ATFM e per gestire i decolli di aeromobili da posizioni intermedie della pista o di aeromobili in IFR che decidano di decollare in condizioni VMC.

## Fraseologie locali e militari
Alcune nazioni hanno sviluppato una propria fraseologia aeronautica nella lingua locale che affianca quella ICAO in lingua inglese o che in alcuni casi la sostituisce. In altri casi la fraseologia ICAO è stata integrata con espressioni o termini non previsti, ad esempio per soddisfare alcune esigenze dei voli militari o per consentire la gestione di procedure non contemplate in modo specifico dall'ICAO. Quest'ultimo è il caso dei Paesi aderenti alla NATO che hanno affiancato la fraseologia ICAO, comunque ufficialmente riconosciuta e utilizzata con una specifica terminologia dedicata al traffico militare.
Eurocontrol ha inoltre integrato e in parte modificato la fraseologia ICAO in uso per la gestione delle comunicazioni nel Servizio Informazioni Volo Aeroportuale consigliandone quindi l'adozione ai paesi aderenti.

### Fraseologia italiana
In Italia i servizi del traffico aereo sono forniti in lingua inglese e in lingua italiana; nello specifico, i voli VFR condotti al livello di volo 195 o al di sotto possono utilizzare entrambe le fraseologie, mentre i voli IFR e VFR, questi ultimi al di sopra di livello di volo 195, dovranno effettuare le comunicazioni usando solo la fraseologia inglese, a meno che particolari situazioni quali ad esempio le emergenze, consiglino l'uso della lingua italiana.
La prima fraseologia standard in italiano è stata pubblicata dall'Aeronautica Militare e per anni è stata l'unica fraseologia ufficiale in questa lingua, utilizzata negli spazi aerei italiani sia da parte dell'aviazione civile che da quella militare.
La maggior parte dei termini sono stati tradotti mentre alcuni altri, di uso consolidato continuano a essere pronunciati in lingua inglese:
| Fraseologia inglese | Fraseologia italiana                             |
| ------------------- | ------------------------------------------------ |
| Acknowledge         | Accusate il ricevuto                             |
| Affirm              | Affermo                                          |
| Approved            | Approvato                                        |
| Break               | Break                                            |
| Break break         | Break break                                      |
| Cancel              | Cancellate                                       |
| Check               | Verificate                                       |
| Cleared             | Autorizzati                                      |
| Confirm             | Confermate                                       |
| Contact             | Contattate                                       |
| Correct             | Corretto                                         |
| Correction          | Correzione                                       |
| Disregard           | Disregard                                        |
| How do you read?    | Come ricevete?                                   |
| I say again         | Ripeto                                           |
| Maintain            | Mantenete                                        |
| Mayday              | Mayday                                           |
| Monitor             | Monitorate                                       |
| Monitoring          | Monitoriamo                                      |
| Negative            | Negativo                                         |
| Out                 | Chiudo                                           |
| Over                | Passo                                            |
| Pan Pan             | Pan Pan                                          |
| Radio check         | Prova radio                                      |
| Read back           | Read back                                        |
| Recleared           | Riautorizzati                                    |
| Report              | Riportare                                        |
| Request             | Richiediamo                                      |
| Roger               | Ricevuto                                         |
| Say Again           | Ripetete                                         |
| Speak slower        | Parlate più lentamente                           |
| Squawk              | Squawk                                           |
| Standby             | Standby                                          |
| Unable              | Impossibilitati                                  |
| Wilco               | Wilco                                            |
| Words twice         | Trasmettete (o trasmettiamo) le parole due volte |